# Centralny Bank Federacji Rosyjskiej
Centralny Bank Federacji Rosyjskiej (ros. Центральный банк Российской Федерации) – bank centralny, założony w 1990 r.
Jego funkcjonowanie zostało uregulowane w rosyjskiej konstytucji i przepisach prawa federalnego. Jest odpowiedzialny m.in. za emisję banknotów i monet rosyjskiego rubla.